# Šahrvaráz
Šahrvaráz (? – 9. června 630) byl perský vojevůdce a dvořan, jemuž se na krátkou dobu, od dubna do června 630, podařilo zmocnit perského trůnu. Jméno Šahrvaráz je čestným titulem s významem „Říšský vepř“ (vepř byl pro starověké Peršany posvátným zvířetem), vlastní královo jméno patrně znělo Razmjózán.

## Vojenská dráha
Šahrvarázova kariéra je pevně spjata s dobyvačnými taženími krále Husrava II. proti byzantské říši (viz římsko-perské války). Jednotky pod jeho velením obsadily v roce 613 Damašek a o rok později i Jeruzalém, kde dal Šahrvaráz pobít množství křesťanů a vypálit četné kostely, mezi nimi i baziliku sv. Hrobu. Právě za tvrdý a nekompromisní postup vůči soupeři udělil král Šahrvarázovi přízvisko, pod nímž vstoupil do dějin.
V příštích letech probíhaly válečné operace většinou se střídavým štěstím, obě větší bitvy (v roce 623 v Kappadokii a roku 625 u Salbanu) však Šáhrvaráz prohrál. Nezdařilo se mu ani dobytí Konstantinopole, obležené v roce 626 spojeneckými Avary, neboť Byzantinci zabránili součinnosti perského a avarského velení. Po zbytek války se pak Šahrvaráz držel spíše stranou a jeho pádu zabránilo jen svržení a zavraždění Husrava II. v únoru 628.

## Vláda
Vůči nové vládě Kaváda Šéróé a poté Ardašíra III. vystupoval Šahrvaráz dvojznačně – na jednu stranu je musel oficiálně akceptovat, na stranu druhou projevoval snahu vést samostatnou politiku, ačkoli k tomu neměl oprávnění. V červenci 629 se v Malé Asii osobně sešel s byzantským císařem Herakleiem, dohodl s ním podmínky míru mezi Byzancí a Persií (Peršané navzdory příměří stále ještě okupovali značnou část byzantského území) a dostal od něj patrně příslib, že případné sesazení krále Ardašíra III. bude Konstantinopol respektovat nebo se alespoň vůči němu bude chovat neutrálně.
Brzy poté vyzval Šahrvaráz ktésifóntskou vládu, aby mu vydala ministra Meh-Ádhar-Gušnaspa, a když byl odmítnut, zahájil občanskou válku. Měla rychlý průběh a skončila obsazením hlavního města Ktésifóntu a zavražděním Ardašíra III. v noci z 27. na 28. dubna 630. Šahrvaráz se dal prohlásit za nového panovníka, již třetího během dvou let, ačkoli sám nepocházel z královského rodu a jeho krok nutně působil jako uzurpace.
Mezi členy a stoupenci dynastie Sásánovců, jejíž autorita byla dána čtyřmi stoletími vlády v Persii, vyvolal převrat velké pozdvižení. Šahrvarázova základna byla velmi vratká a navíc ho sužovala i těžká úplavice. Rozhodl se, že upevní svou moc v jižních provinciích říše, kde měli Sásánovci tradičně oporu, při přípravách na tažení byl však v červnu zavražděn. Spiklenci po činu provolali královnou sásánovskou princeznu Bórán, první ženu na perském trůně, na východě přijal královskou korunu synovec Husrava II. Husrav III.